# Liste des évêques d'Osogbo
Liste des évêques d'Osogbo
(Dioecesis Osogboanus)
L'évêché nigérian d'Osogbo est créé le 3 mars 1995 par détachement de celui d'Oyo.

## Sont évêques
- 3 mars 1995-29 octobre 2013 : Gabriel Abegunrin (Gabriel 'Leke Abegunrin)
  - vacance du siège : Gabriel Abegunrin administrateur apostolique
- depuis le 2 avril 2016[1] : John Akin Oyejola

## Sources
- L'ANNUAIRE PONTIFICAL, sur le site http://www.catholic-hierarchy.org, à la page